# Circuito di Cadwell Park
Il circuito di Cadwell Park è un tracciato situato nella città di Louth nella contea di Lincolnshire in Inghilterra, di proprietà della Jonathan Palmer Motorsport Vision Company.
Situato in una ripida vallata il percorso è caratterizzato da diversi cambi di pendenza che lo rendono interessante sia per gli spettatori che per i piloti. Tra questi il tratto più famoso ed adrenalinico è quello denominato The Mountain, in cui vi è un piccolo salto subito dopo la curva 12 che le moto eseguono in piena accelerazione. Altri tratti interessanti di questa pista sono le curve Gooseneck, Copse e Park. Queste ultime due sono buoni punti di osservazione per i sorpassi e per le staccate al limite. Cadwell Park è famoso per essere un tracciato che mette in evidenza l'abilità del pilota. Per le sue caratteristiche coreografiche il tracciato è anche conosciuto come Mini-Nürburgring.